# 哥德堡歷史

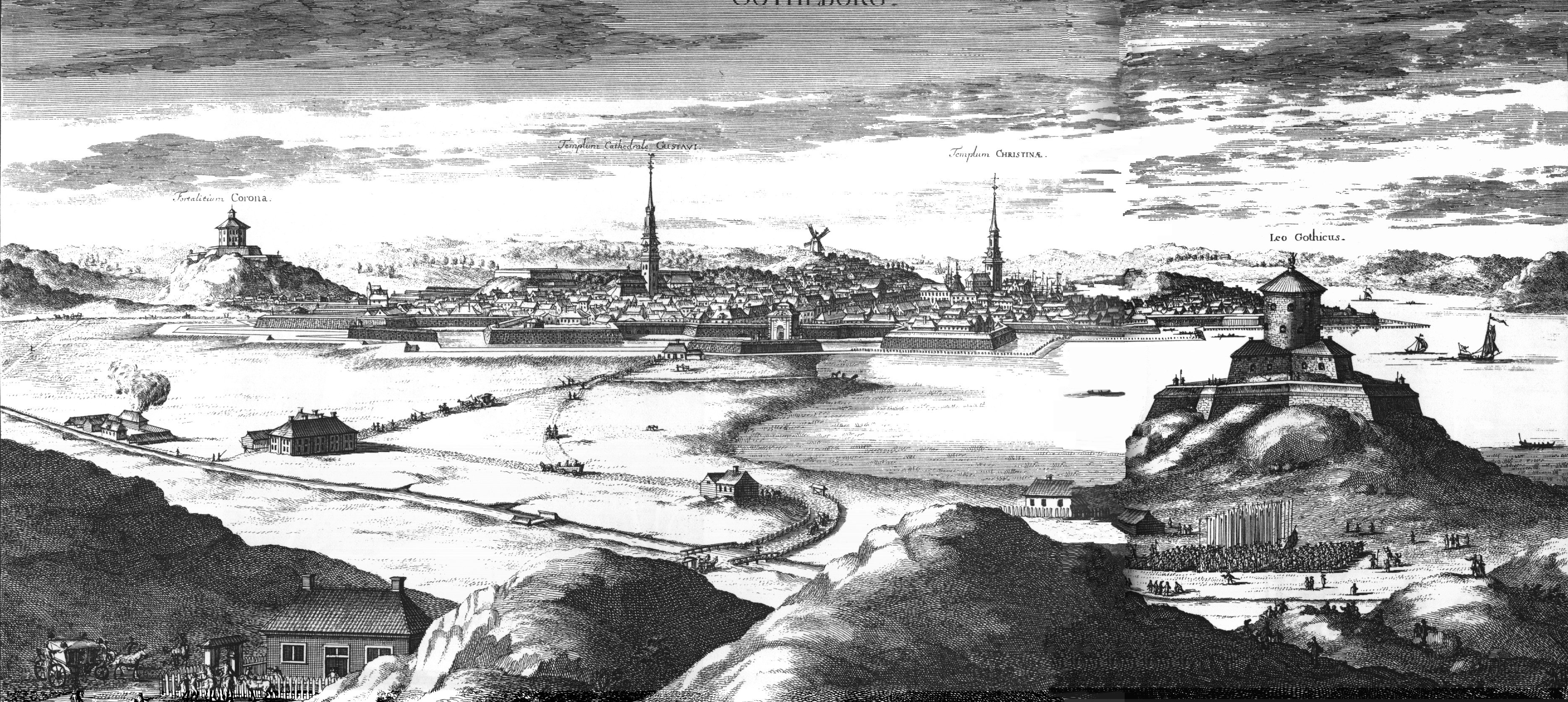
《古今瑞典》（Suecia antiqua et hodierna）中18世紀初的哥德堡

幾千年前，現時哥德堡所在之地已有人類居住。約塔河下游和桑達納（Sandarna，或桑納）都曾發現石器時代的聚落遺址。出土文物有8000年歷史，當時的海平面比現時高出25米。現時哥德堡市的範圍內發現11處岩畫群、接近250個青銅時代石標、90個墓地、26個完好或損毀的城堡和2500件歷史遺跡。

## 建城之前

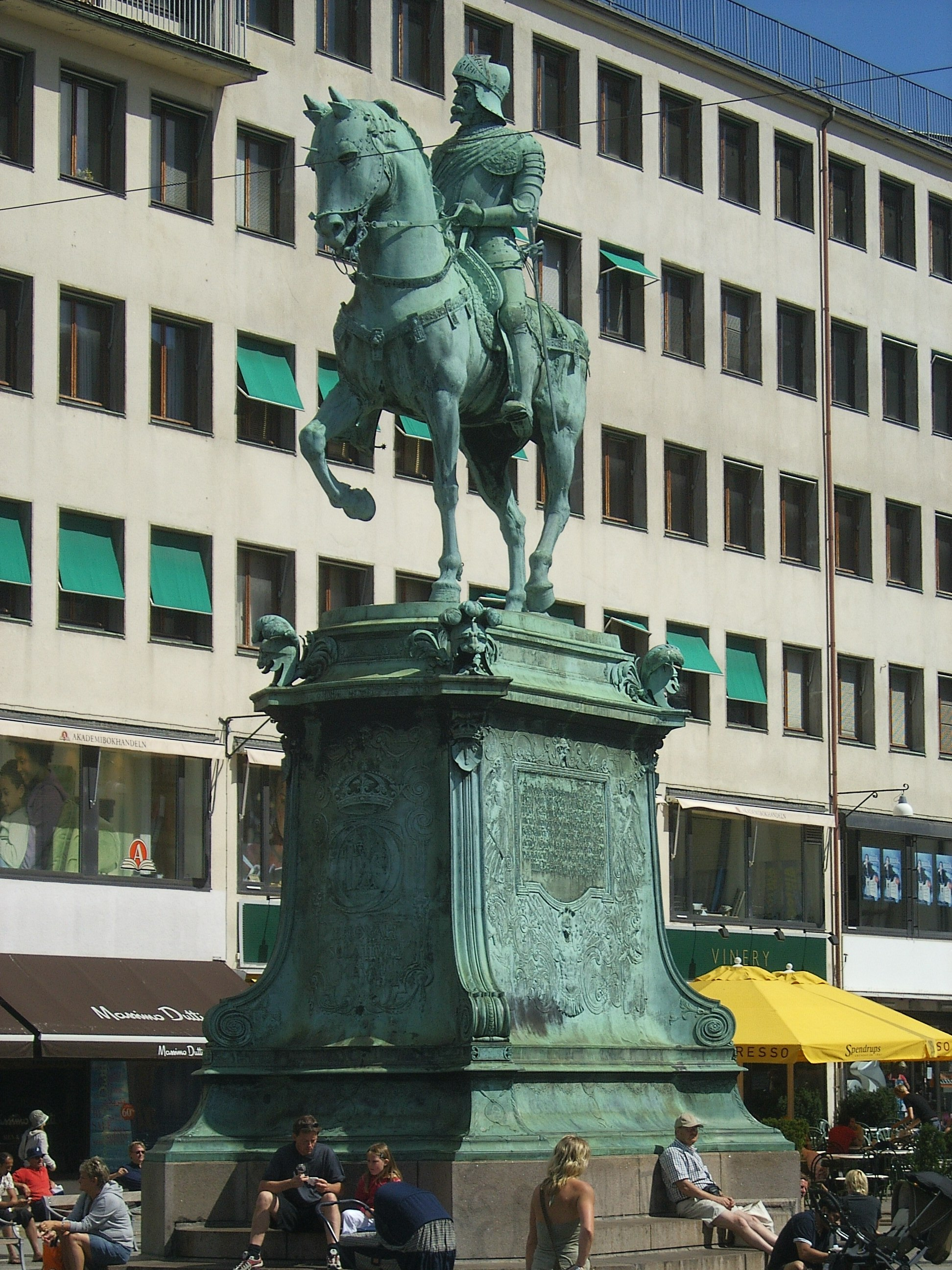
國王大門廣場上的卡爾九世像，紀念他在1604年建立哥德堡

約1200年，斯卡格拉克和卡特加特海峽的海岸分別屬於挪威和丹麥，海上中的厄克勒群島屬挪威，布倫內群島則屬丹麥。當時瑞典並沒有西岸，早期史料也顯示約塔蘭為內陸區域。直至1206至1261年間，瑞典取得了一條通往西海、約15公里的窄通道，包括阿希姆（Askim）和塞韋達爾（Sävedal）的小村和希辛延島上的隆德比（Lundby）和圖韋（Tuve）。自此，瑞典得到了約塔河南岸的一小塊領土，再往南方的哈蘭和布胡斯屬丹麥，希辛延島以北則屬挪威。瑞典在這領土上建立通往西海的港口，主要港口是距離約塔河入海口40公里的勒德塞（Lödöse）。
為了鞏固對當地的控制，瑞典在14世紀中於現時孔斯拉都戈德（Kungsladugård）的地區建造了埃爾夫斯堡要塞。15世紀時時，勒德塞的位置太遠，對瑞典西南部蓬勃發展的畜牧業不利。勒德塞通往西約特蘭島嶼和重要的斯卡拉區域的通道都不便利，又無法通往東北方的樹林地區里斯韋登（Risveden）。此外，挪威在勒德塞下游的布胡斯要塞增強佈防。
為了取代丹麥的哈蘭港和孔加海拉港，位置不利的勒德塞港口除下了瑞典王冠，關稅改於交易時才徵收，也接受白銀交易。1378至1400年間，漢薩同盟城市呂貝克每年平均有8艘商船抵達勒德塞，貨品價值約1000至3000馬克（當時瑞典各港口的貨品交易價值為：斯德哥爾摩13000至21000馬克、卡爾馬6000馬克、南雪平4000至5000馬克）。進口貨品包括鹽、鯡魚和啤酒，出口貨品包括牛油、馬匹和皮革。除了呂貝克外，勒德塞貿易夥伴還有德意志、佛蘭德、英格蘭和蘇格蘭，也跟丹麥和挪威港口保持密切關係。
瑞典樞密院在1473年卡爾馬會議決定，在塞韋溪流（Säveån）入約塔河處興建約塔霍爾姆（Götaholm），但它的位置不佳，後來改於現時的老城處建城。新城在下游40公里處興建後，便因較接近海岸而取代了勒德塞。由於勒德塞商人想沿用舊城名，約塔霍爾姆翌年改名為新勒德塞（Nya Lödöse，或尼勒塞）。1493年時，新勒德塞已經躍升為瑞典第四大鎮，排在斯德哥爾摩、奧布和南雪平之後；16世紀時更成為全國第二大商鎮，約有1500名居民。

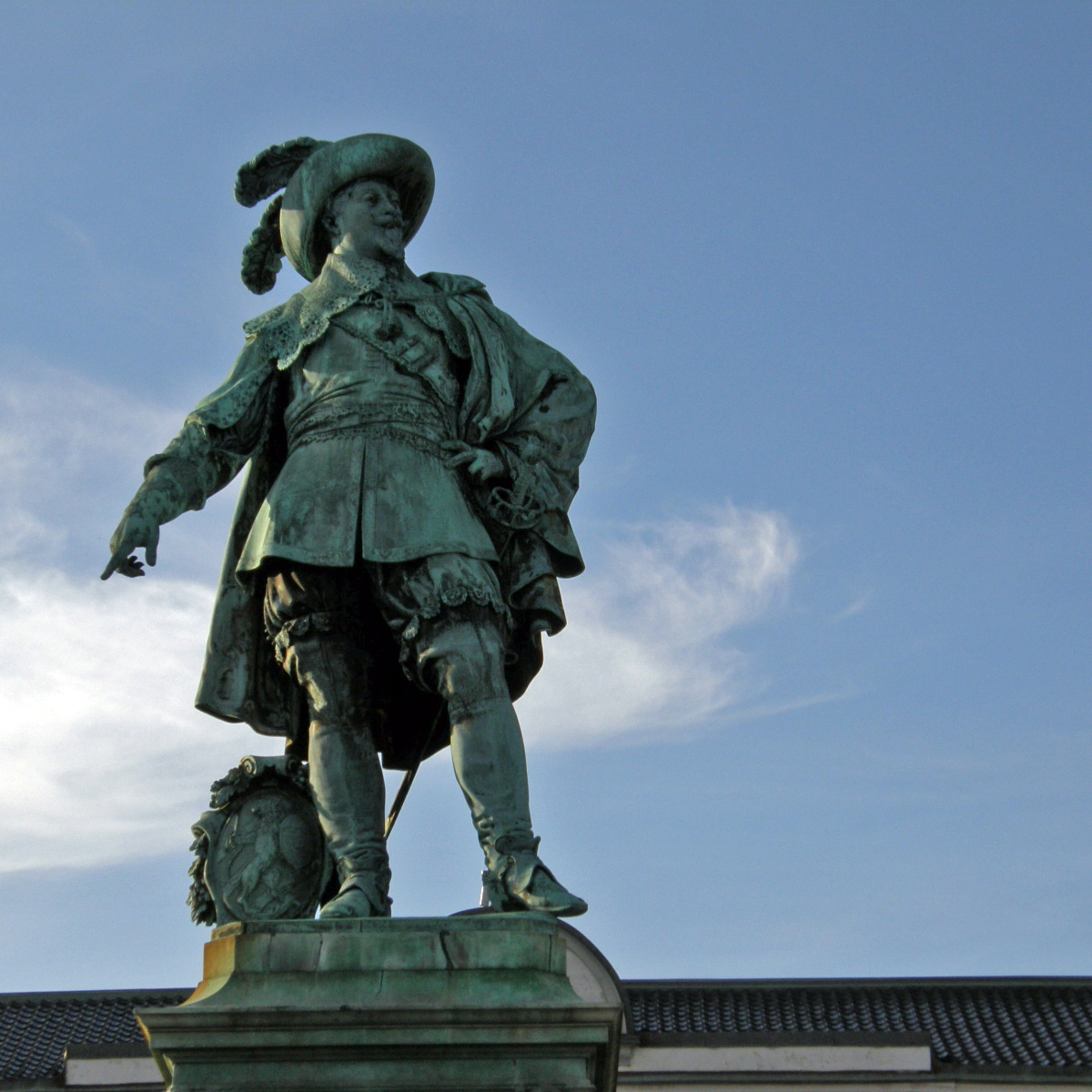
建立現代哥德堡的古斯塔夫二世·阿道夫像

1541年埃爾夫斯堡要塞在新勒德塞以西建立，但它只存在很短日子。丹麥軍隊曾於1563年和1612年取下該城，瑞典兩次被迫繳付大筆贖金換回埃爾夫斯堡。
約塔河上首個名叫「哥德堡」的城市由卡爾九世建立（不同年份文獻的拼法各有不同：1605年時為，1607年為和，1619年之後為），位於艾爾夫斯堡對岸的希辛延島上，通常稱為「卡爾九世哥德堡」。1603年這城市得到臨時特權，而正式特權於1607年8月14日發出。城市包括費列斯塔登（Färjestaden）的王家行官，從埃爾夫斯堡橫越約塔河；起初是享有大量特權的荷蘭殖民地，包括免稅20年。可是這城卻於1611年被丹麥放火燒毀，遺跡在20世紀才發現。
提及「哥德堡」的最古老文獻是1604年「Sigge Svenssons」記載。一般認為首批哥德堡居民是7個荷蘭人：A. Cabeliau、Paulus de Kempenere、P. Coymans、Herman Pelgroms、Nyclaes de Hand、Peeter Langer和Paridon van Horn，他們在1606年12月5日的信件稟報卡爾九世，他們成立了一家公司以開發新成立的哥德堡。

## 17世紀

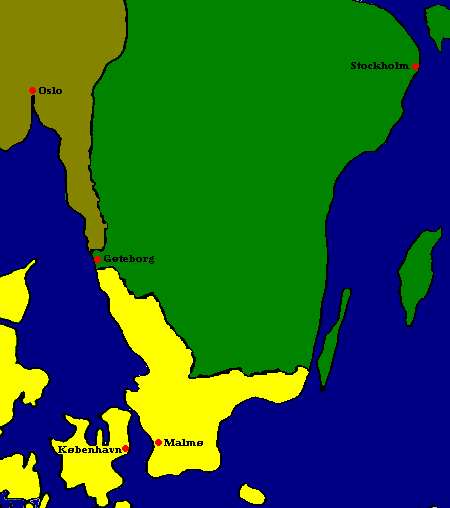
瑞典
挪威
丹麥
-----------
17世紀的哥德堡

首批荷蘭人於1604年定居於希辛延島，並興建了哥德堡首座建築物。這座城市後來卻於1611年卡爾馬戰爭中毀於一旦。後來，古斯塔夫二世·阿道夫於1619年3月18日在延雪平簽發新城的臨時特權，現今的哥德堡城隨即開始動工。1619年7月中，John Schultz作出了首個城市規劃，並提交至Nils Stiernsköld總督。
1621年6月4日，哥德堡獲得永久特權，特權條文共有37段，分別以瑞典文和德文寫成。
城市東瀕古勒貝里（Gullberg）草地，西臨埃克達蘭（Eklanda）。1619至1621年間的建城範圍包括埃克達蘭、古勒貝里、克庫貝里和海爾蘭達農場，和塞韋達爾。
當時哥德堡的居民有很多是荷蘭人、蘇格蘭人和德意志人，他們使哥德堡得到迅速發展。首名登記的哥德堡人是荷蘭裔的Johan wan Lingen，他在1621年6月13日，即哥德堡成立後9天，就得到了「資產階段公民權」。
瑞典教會在7月26日就委任了哥德堡教區牧師，同年在現在的大教堂廣場上興建了首座木教堂。
當時的荷蘭人以在濕地上建築的技術聞名於世，故此古斯塔夫二世聘請了他們建造哥德堡。1621年5月23日，瑞典外交官Johan Adler Salvius博士獲任命為建造哥德堡的長官，而荷蘭人Jan Hendriksen和Johan Schultz被任命為街道建築師，負責興建房屋、廣場、街道和巷子。Salvius其後由Jacob van Dijck取代。荷蘭人得到十分豐厚的酬勞，但古斯塔夫二世爭取了一個對他和瑞典較為有利的條件。
荷蘭人建造城市時，按照了當時受荷蘭殖民統治的巴達維亞（今印尼雅加達）來規劃。荷蘭人起初壟斷了哥德堡的政治權力，直至1652年最後一個荷蘭市政官死後，瑞典人才奪回控制權。
17世紀中，埃爾夫斯堡拆除了，在海港入口另建了新埃爾夫斯堡，以防衛哥德堡。哥德堡擁有石牆、鋸齒形護城河、「堡壘獅子」和「堡壘王冠」據點，是當時北歐防守力量最強的城市。哥德堡的市徽，就是一隻獅子手持三王冠盾牌，象徵保衛瑞典抵擋敵人入侵。
1658年丹麥-挪威與瑞典簽訂《羅斯基勒條約》，把南方的丹麥哈蘭和北方的挪威布胡斯割讓給瑞典，這樣哥德堡的位置不像原來一樣在一個突出的犄角上了。哥德堡之所以能發展成重要貿易港口，全因為瑞典西岸只有它和馬什特蘭德（Marstrand）兩個獲准與外商貿易的城市。

## 18世紀

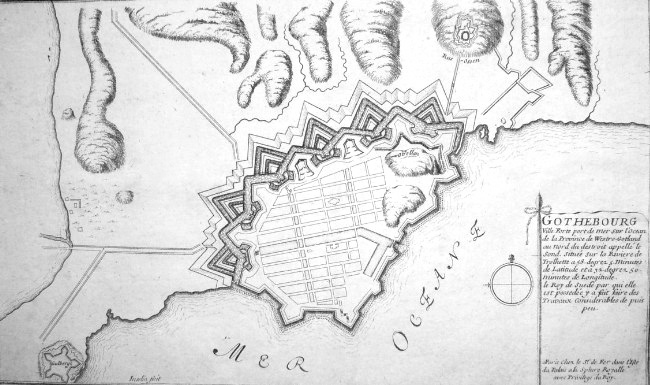
1705年的哥德堡（圖上方為南方）

18世紀前期，哥德堡的主要行業是漁業，後來越來越多鐵和木材在哥德堡港運往外國時，港口才開始重要起來。1731年，瑞典首家從事國際貿易的東印度公司在哥德堡成立，法律規定只有這公司有權從事印度和中國的貿易。因此，哥德堡成為瑞典與中國和其他東亞國家貿易的重鎮，1731至1806年間有132艘駛往廣州和孟買，大大促進了哥德堡的經濟發展。
瑞典與英國關係也日益密切。拿破崙對不列顛實施經濟封鎖時，英國人更依賴與瑞典和哥德堡的貿易。貿易帶來的工業化，使哥德堡得到「小倫敦」的稱號。與此同時，煙草業、製造業和糖業也在哥德堡發展起來。
18世紀末，有很多瑞典人從哥德堡出發，移居到北美洲，瑞典移民在美國內布拉斯加州建立了同樣名為哥德堡（Gothenburg）的城市。

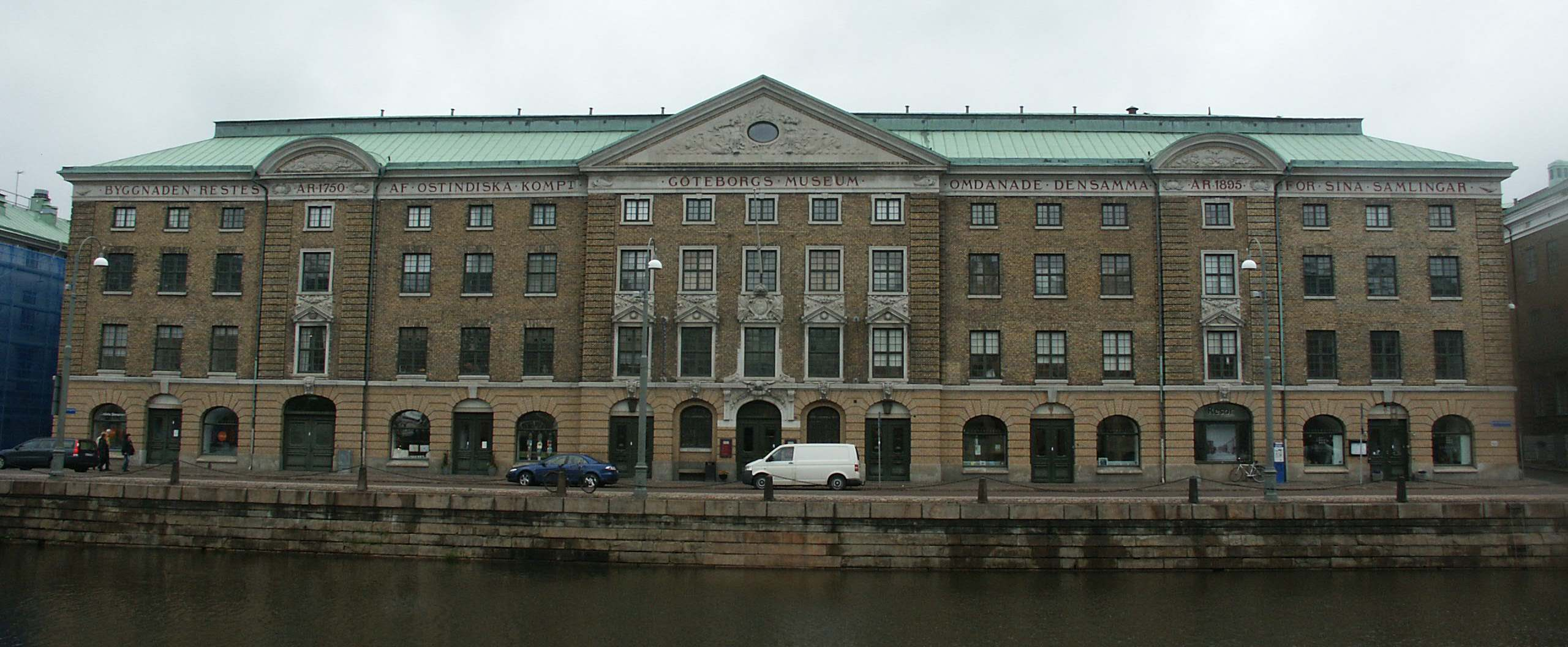
東印度公司大樓（現為市立博物館）

## 19世紀
哥德堡的防衛工事已經老化，逐漸停止使用。1807年起，哥德堡周圍的大部分城牆開始拆除。
隨著拿破崙戰敗，法國停止對英國的封鎖，哥德堡的貿易城市地位也下降。很多公司破產，與東亞的貿易也停止，東印度公司於1813年解散。
然而，很多銀行在此成立，使哥得堡逐漸發展成金融中心。造船業也得到發展。現時哥德堡的主要石製建築物都是這段時間建成的。

## 20世紀至今

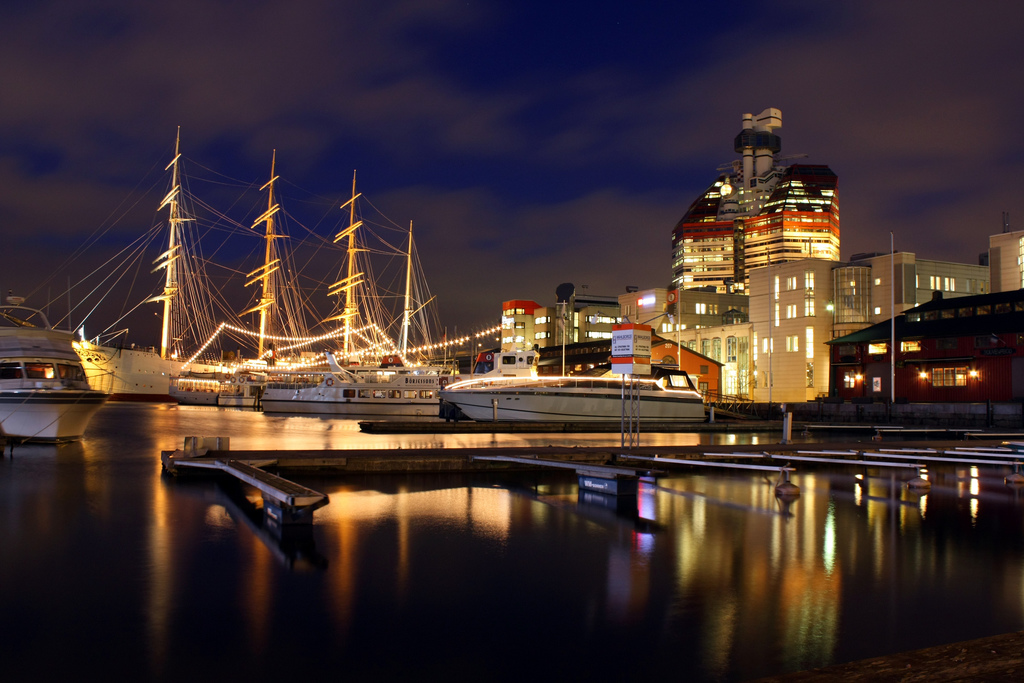
哥德堡夜景

哥德堡在20世紀初發展成斯堪的納維亞最大出口港，主要造船和製造業公司都在全球首屈一指。帶動經濟發展的最大動力，是在1900年擁有超過1000名員工的。
哥德堡在20世紀初的工業發展，於SKF和富豪汽車的發跡上尤其明顯。因工廠的地板傾斜，生產出來的所有產品都錯了。年輕的斯文·溫奎斯特發明了自調滾珠軸承，解決了這個問題。1906年，專門生產滾珠軸承的SKF公司成立，不久就成為瑞典主要出口商。1920年金融危機使滾珠軸承的需求減少。為覓新出路，SKF以軸承技術的註冊商標Volvo為名，成立了富豪汽車公司。SKF向股東發放富豪的股份作為股息，標誌着富豪成為獨立公司。
由於哥德堡的船塢在第二次世界大戰中完好無缺，造船業直至1970年代仍是主要行業。1970年的造船業危機中，依賴重工業的哥德堡大受打擊。歷史悠久的大船廠，如、和都陸續倒閉。
然而，城市文化則不受注視。雖有音樂家威廉·史坦海默（Wilhelm Stenhammar）和作家維克托·里德伯（Viktor Rydberg），但比約恩斯徹納·比昂松卻說：「哥德堡沒有詩文，只有發票 。（"I Göteborg skrivs ingen dikt; där skrivs fakturor."）」
20世紀間，哥德堡人口從126,000迅速增長至450,000。